# MythBusters
MythBusters je dokumentarna oddaja, ki jo predvaja Discovery Channel.
Namen oddaje je preizkušanje raznih mitov, legend in zgodb, ki jih ob koncu oddaje ovrednotijo kot možne, potrjene ali pa jih ovržejo.
1. ↑  http://www.imdb.com/title/tt0383126/fullcredits